# 1797 aux États-Unis
Pour des articles plus généraux, voir Chronologie des États-Unis et 1797.
Chronologie des États-Unis
- 1793
- 1794
- 1795
- 1796
- 1797
- 1798
- 1799
- 1800
- 1801

Cette page concerne des événements d'actualité qui se sont produits durant l'année 1797 du calendrier grégorien aux États-Unis.

## Gouvernement
- Président : George Washington (Sans étiquette) puis John Adams (Fédéraliste) à partir du 4 mars
- Vice-président : John Adams (Fédéraliste) puis Thomas Jefferson (Républicain-Démocrate) à partir du 4 mars
- Secrétaire d'État : Timothy Pickering
- Chambre des représentants - Président : Jonathan Dayton (Fédéraliste)

## Événements
- 3 janvier : le Traité de paix et d'amitié américano-algérien est signé entre les États-Unis et la régence d'Alger à Alger.
- 22 février : bataille de Fishguard. D'après un plan du général français Lazare Hoche, William Tate un colonel et un aventurier américain au service de la France débarquent sur les cotes anglaises pour envahir le Royaume de Grande-Bretagne avec quatre navires, une bande de mercenaires et des patriotes déserteurs, composés de français, d'espagnols, et d’irlandais.
- mars : Affaire XYZ : épisode diplomatique qui dégrade les relations entre la France et les États-Unis et mène à une guerre navale non déclarée appelée la « Quasi-guerre »
- 4 mars : cérémonie d'investiture à Philadelphie du second président des États-Unis, John Adams.
- 17 avril - 2 mai : bataille de San Juan de Porto Rico.

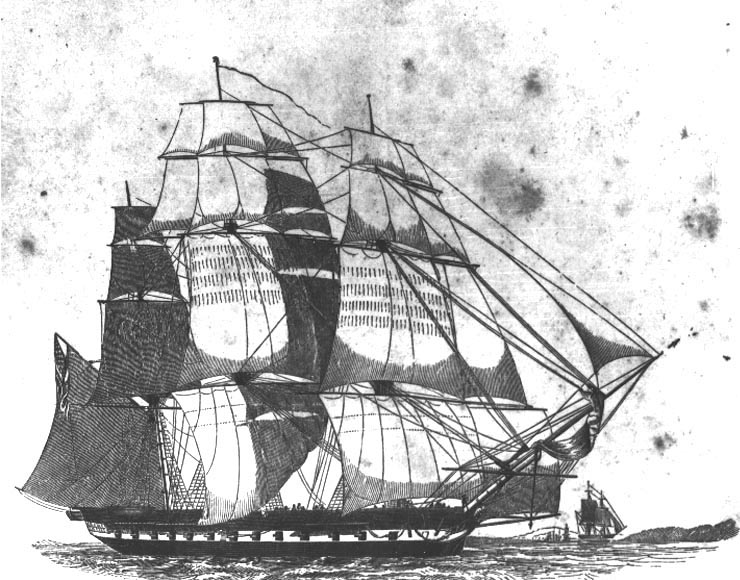
L'USS United States.

- 10 mai : la frégate USS United States est lancée. C'est le premier vaisseau de guerre de l'United States Navy.
- 28 août : signature du Traité américano-tunisien entre les États-Unis et la régence de Tunis qui fait alors partie de l'Empire ottoman.

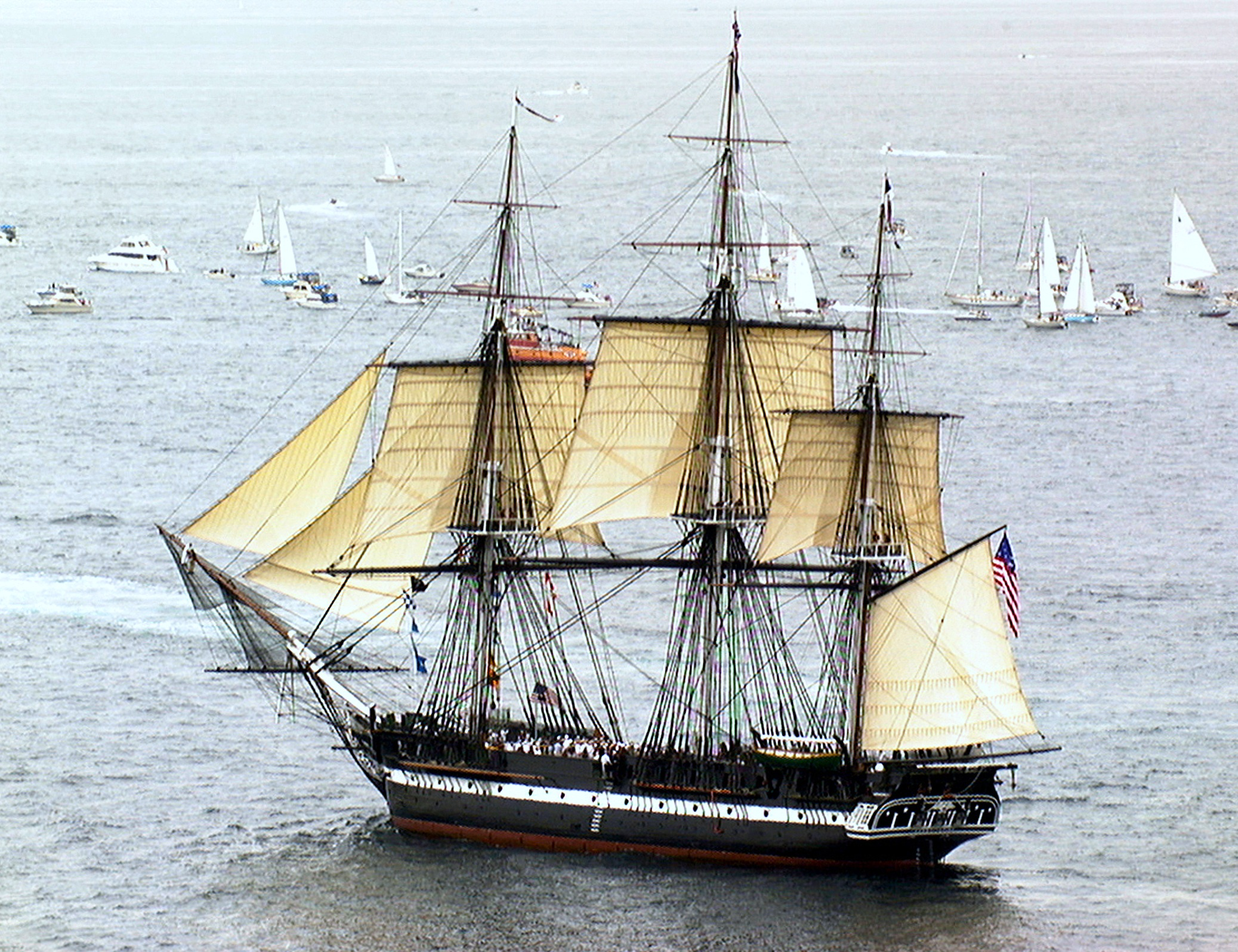
USS Constitution.

- 21 octobre : la frégate USS Constitutionest lancée. Elle est l'un des premiers navires en service régulier dans le monde.

## Naissances
- 17 décembre : Joseph Henry, (décède en 1878), est un physicien américain qui découvrit l'auto-induction et le principe de l'induction électromagnétique des courants induits.

#### Articles généraux
- Histoire des États-Unis de 1776 à 1865
- Évolution territoriale des États-Unis
- Histoire de la Louisiane
- Réfugiés français de Saint-Domingue en Amérique

#### Articles sur l'année 1797 aux États-Unis
- Affaire XYZ
- Traité de paix et d'amitié américano-algérien
- Traité américano-tunisien (1797)
- Traité de Tripoli
- Bataille de San Juan de Porto Rico